# Konstantin Abazowski
Konstantin Antonowicz Abazowski (ros. Константи́н Анто́нович Абазо́вский, ur. 1 października 1919 we wsi Obuchowo w obwodzie witebskim, zm. 26 października 1944) – radziecki lotnik wojskowy, Bohater Związku Radzieckiego (1944).

## Życiorys
Urodził się w białoruskiej rodzinie chłopskiej. Ukończył Witebski Instytut Nauczycielski i został nauczycielem historii, w 1940 został powołany do Armii Czerwonej, skończył szkołę wojskowo-lotniczą. Od 1943 uczestniczył w wojnie z Niemcami, brał udział w wyzwalaniu Północnego Kaukazu, Krymu i zajmowaniu krajów bałtyckich, walczył na 2 Froncie Nadbałtyckim, był dowódcą klucza w szturmowym pułku lotniczym. Do sierpnia 1944 wykonał 106 lotów bojowych, zniszczył i uszkodził 11 czołgów, 3 samoloty na ziemi, wiele samochodów i innej techniki wroga. 26 października 1944 zginął w walce powietrznej. Jego imieniem nazwano szkołę.

## Odznaczenia
- Złota Gwiazda Bohatera Związku Radzieckiego (26 października 1944)
- Order Lenina (26 października 1944)
- Order Czerwonego Sztandaru (dwukrotnie)
- Order Wojny Ojczyźnianej II klasy (25 października 1943)
- Order Czerwonej Gwiazdy (dwukrotnie – 25 sierpnia 1943 i 19 maja 1944)

I medale.